# Minyanthura corallicola
Minyanthura corallicola är en kräftdjursart som beskrevs av Brian Frederick Kensley 1982. Minyanthura corallicola ingår i släktet Minyanthura och familjen Expanathuridae. Inga underarter finns listade i Catalogue of Life.